# Medal Wojenny Brytyjski
Medal Wojenny Brytyjski (ang. British War Medal) – brytyjski medal kampanii ustanowiony w roku 1919.

## Zasady nadawania
Nagradzani nim byli oficerowie i żołnierze brytyjskich sił zbrojnych i sił zbrojnych Imperium Brytyjskiego, którzy walczyli w I wojnie światowej.
Czas nadawania medalu został następnie wydłużony na lata 1919–1920 dla służących przy rozminowywaniu mórz, jak i biorących udział w działaniach w północnej i południowej Rosji, wschodniej części Bałtyku, Syberii, Morza Czarnego i Morza Kaspijskiego

## Opis medalu
Okrągły srebrny medal o średnicy 36 mm.
Awers: popiersie Króla Jerzego V
Rewers: Święty Jerzy na koniu, jadący po pruskich polach między czaszkami i skrzyżowanymi kośćmi. Umieszczone są również daty 1914 i 1918.

## Odznaczeni
Wydano w sumie około 6,5 mln medali, z których 110 tys. było wykonanych z brązu.
Te medale najczęściej wydawane były dla Chińczyków, Maltańczyków i Hindusów wcielonych do wojsk brytyjskich.